# Andreas Larsson
Andreas Larsson (n. 13 august 1974, Skövde, Skaraborg⁠(d), Suedia) este un handbalist ce a reprezentat Suedia, medaliat olimpic. A participat la 2 ediții ale Jocurilor Olimpice (1996, 2000) în care a câștigat două medalii de argint.